# Петрівка (Первомайський район)
Петрі́вка — село в Україні, у Кам'яномостівській селищній громаді Первомайського району Миколаївської області. Населення становить 51 особу.

## Населення

### Мова
Розподіл населення за рідною мовою за даними перепису 2001 року:
| Мова       | Кількість | Відсоток |
| ---------- | --------- | -------- |
| українська | 46        | 90.20%   |
| циганська  | 3         | 5.88%    |
| румунська  | 2         | 3.92%    |
| Усього     | 51        | 100%     |